# Птицемлечник Гуссона
Птицемлечник Гуссона, или Орнитогалум Гуссона (лат. Ornithogalum gussonei) — многолетнее травянистое растение, вид рода Птицемлечник (Ornithogalum) подсемейства Пролесковые (Scilloideae) семейства Спаржевые (Asparagaceae).
Название виду было дано в честь итальянского ботаника и профессора Джованни Гуссоне.

## Описание
Растение 10—20 см в высоту. Цветёт в мае. Размножается семенами и вегетативно.
От луковицы отходят узкие линейные листья серовато-зелёного цвета, а между ними поднимается стройный стебель с белыми цветками-звёздочками, собранными в соцветие по 5—10 цветов. 
Цветоножки торчат косо вверх. Плод — коробочка.

## Экология и распространение
Растёт по сохранившимся степным склонам балок, на лугах, в светлых лесах, среди кустарников.
Ареал обитания — Западная и Южная Европа, Малая Азия, Украина, Европейская часть России. Встречается в Японии.

## Охранный статус
Птицемлечник Гуссона занесён в Красную книгу Курской области.